# Karl Rudolf von Ollech
Karl Rudolf Ollech, seit 1861 von Ollech (* 22. Juni 1811 zu Graudenz; † 25. Oktober 1884 in Berlin) war ein preußischer General der Infanterie.

Karl Rudolf von Ollech

## Leben

### Herkunft
Karl Rudolf war der Sohn des Kapitäns a. D. Christian Ollech (1782–1835) und dessen Ehefrau Christiane Henriette, geborene Galant (1777–1859).

### Militärkarriere
Ollech besuchte Schulen in Trier und Jülich. Anschließend absolvierte er ab April 1823 die Kadettenhäuser in Berlin und Potsdam. Am 26. Juli 1828 wurde Ollech als Sekondeleutnant dem 16. Infanterie-Regiment der Preußischen Armee überwiesen, in dem sein Vater zuletzt viele Jahre gedient hatte. Zur weiteren Ausbildung wurde Ollech vom 1. Oktober 1832 bis 30. Juni 1835 zur Allgemeinen Kriegsschule kommandiert. Er wirkte dann selber von 1836 bis 1839 als Lehrer an der Divisionsschule der 14. Division sowie von 1839 bis 1845 am Berliner Kadettenhaus. Zwischenzeitlich war Ollech am 20. Juli 1843 Premierleutnant geworden. 1849 machte er als Hauptmann und Kompaniechef im 30. Infanterie-Regiment den Feldzug in Baden mit, kam 1853 als Major in den Generalstab der 13. Division und 1855 in den Großen Generalstab, wo ihm die Leitung der kriegsgeschichtlichen Abteilung zufiel. Er hielt daneben Vorlesungen an der Kriegsakademie, war Mitglied der Ober-Militär-Studienkommission des Kadettenkorps sowie der Divisionsschulen und 1858 auch der Kriegsschule. 1857 zum Abteilungschef im Generalstab ernannt, stieg Ollech 1858 zum Oberstleutnant und 1860 zum Oberst auf.
Bei der Krönung des Königs Wilhelm I. wurde Ollech in Anerkennung seiner guten und treuen Dienste in den erblichen Adelsstand erhoben. 1861 wurde er Kommandeur des Kadettenkorps, und es ist bekannt, wie schroff er als Regierungskommissar im Landtag 1862, indem er die Kadetten die Blüte der Nation nannte, den Gefühlen der damaligen Abgeordneten entgegentrat. Seit 1864 Generalmajor, erhielt Ollech 1865 die Führung der 17. Infanterie-Brigade.
An der Spitze derselben nahm er im V. Armee-Korps an dem Feldzug 1866 Anteil und wurde bei Nachod durch einen Schuss in den Oberschenkel so schwer verwundet, dass er auch nach seiner Genesung nicht mehr felddienstfähig war. Für seine Leistungen während des Feldzuges wurde er am 20. September 1866 mit dem Orden Pour le Mérite ausgezeichnet. Ende 1866 erfolgte seine Beförderung zum Generalleutnant und als solcher wurde Ollech am 17. Januar 1868 dem Chef des Generalstabes der Armee zur Verfügung gestellt. Am 11. Juli 1870 beauftragte man ihn mit der Wahrnehmung der Geschäfte als Gouverneur von Koblenz und Festung Ehrenbreitstein. Bereits nach zwei Monaten wurde er von dieser Tätigkeit entbunden und dann während des Krieges gegen Frankreich mit der Wahrnehmung der Geschäfte als Gouverneur von Straßburg beauftragt. Nach Kriegsende wurde Ollech am 20. Mai 1871 zum Direktor der Kriegsakademie ernannt. Seine langjährigen Verdienste wurde am 18. Januar 1873 mit der Verleihung des Roten Adlerordens I. Klasse mit Eichenlaub und Schwertern am Ringe sowie am 22. März 1873 mit der Verleihung des Charakters als General der Infanterie gewürdigt. Am 15. Dezember 1877 wurde Ollech mit Pension zur Disposition gestellt und unter Verleihung des Großkomtur des Königlichen Hausordens von Hohenzollern mit der Führung der Geschäfte als Gouverneur des Invalidenhauses Berlin beauftragt. Am 30. April 1878 erhielt Ollech seine Ernennung zu dieser Stellung.
Er verstarb am 25. Oktober 1884 in Berlin an einer Venenentzündung und wurde drei Tage später auf dem dortigen Invalidenfriedhof beigesetzt.
Ollech, ein echter Vertreter des pflichttreuen, eifrigen, rauen und strammen preußischen Soldatentums, dabei von streng orthodoxer Frömmigkeit, erwarb sich als kriegsgeschichtlicher Schriftsteller einen bedeutenden Namen. Er war unter anderem längere Zeit Redakteur des Militär-Wochenblattes.

### Familie
Ollech hatte sich am 29. Oktober 1850 in Karlsruhe mit Anna Penelope Pemberton (1824–1866) verheiratet. Mit ihr hatte er folgende Kinder:
- Alfred Rudolf (* 1852), preußischer Oberstleutnant
- Henriette Johanna Julia (* 1853)
- Lucia Christiane Fanny (* 1854)
- Karl Hermann (* 1856), Dr. phil. und Herr auf Wiesenthal ⚭ 1888 Caroline August Roeder (* 1854)[1]

Nach dem Tod seiner Frau heiratete Ollech am 12. Juni 1867 in Berlin deren Schwester Georgiana Jane Pemberton (1822–1913).

## Werke
- Historische Entwickelung der taktischen Übungen der preußischen Infanterie. Berlin 1848.
- Friedrich der Grosse von Kolin bis Rossbach und Leuthen. 1858 (Digitalisat).
- Die leichte Infanterie der französischen Armee. 1875.
- Geschichte des Feldzugs von 1815. Berlin 1876 (Digitalisat).
- Geschichte des Berliner Invalidenhauses. Berlin 1885.